# 도베정
도베정(일본어: 砥部町)은 일본 에히메현 이요군의 정이다. 200년 이상의 역사가 있는 전통 공예품 '도베 도자기'로 유명하다. 마쓰야마와 고치를 연결하는 국도 33호선이 종관하는 교통편과 변화가 풍부한 신록이 풍부한 자연과 함께 마쓰야마시의 베드타운으로 택지 개발이 진행되고 있다.

## 지리
에히메현의 거의 중앙, 마쓰야마시의 남쪽으로 시게노부강을 사이에 두고 접하고 있다. 남부는 산이 많고 북쪽은 마쓰야마 평야의 남단에 해당한다.

### 기후
온난하지만 마쓰야마에 비하면 1~2도 낮다.

## 역사
에도 시대 초기에는 가토 요시아키의 마쓰야마번에 속했고 1635년에 마쓰야마번과 오즈번의 토지 교환으로 오즈번의 영지가 되었다. 이후 도베 도자기가 진흥되었다.
- 1889년 - 정촌제 시행에 따라 시모우케나군 도베촌, 하라마치촌, 히로타촌이 성립하였다.
- 1897년 - 시모우케나군에서 이요군 소속으로 변경되었다.
- 1928년 - 도베촌이 도베정이 되었다.
- 1955년 3월 31일 - 도베정과 하라마치촌이 합병해 도베정이 되었다.
- 2005년 1월 1일 - 구 도베정, 히로타촌이 합병해 새로운 도베정이 되었다.

## 경제
마쓰야마시의 베드타운이며 표면적인 산업의 입지 상황 이상으로 경제력이 있다. 마쓰야마시와 접해 난요 방면, 사이조 방면으로의 교통편도 편리하고 마쓰야마 시내에 비하면 지가도 낮아 북부 지역에는 빵, 전기기계, 농업기계 등의 공장과 물류센터, 도매사업자(약품 등), 쇼핑센터 등도 입지하고 있다. 전통 특산품으로는 도베 도자기가 알려져 있다.

## 교통

### 도로
- 국도 33호선
- 국도 379호선